# Maria Paleóloga Cantacuzena
Maria Paleóloga Cantacuzena (em búlgaro:  Мария Палеологина Кантакузина; em grego: Μαρία Παλαιολογίνα Καντακουζηνή), conhecida também como Maria Cantacuzena, foi uma princesa bizantina, sobrinha do imperador Miguel VIII Paleólogo e imperatriz-consorte da Bulgária, casada com os czares Constantino Tico e Lacanas.

## Família
Maria era a segunda filha de João Cantacuzeno e Irene Paleóloga, a irmã de Miguel VIII. De acordo com Jorge Paquimeres, Maria era uma pessoa especialmente pérfida e dissimulada, exercendo uma poderosa influência sobre o povo e o clero de Constantinopla. Segundo ele, Maria apoiou o golpe de estado do tio e incitou-o a cegar o imperador legítimo, João IV Láscaris, que era irmão da czarina búlgara Irene, a segunda esposa do czar Constantino Tico Asen.

## Imperatriz da Bulgária

### Casamento com Constantino Tico
A deposição e a posterior mutilação jovem imperador niceno João IV Láscaris por Miguel VIII depois da reconquista de Constantinopla em 1261 colocou Constantino Tico, do Império Búlgaro, cunhado do garoto, contra os bizantinos.
Depois da morte da czarina Irene Lascarina em 1268, Constantino procurou se reconciliar com o imperador bizantino ao propor casar-se com uma princesa paleóloga e a escolhida de Miguel foi sua sobrinha Maria. Ambos já haviam se casado antes: ela com Aleixo File e Constantino estava na terceira esposa. Como condição para o casamento, os portos do Mar Negro de Mesembria e Anquíalo deveriam ser entregues aos búlgaros como parte do dote da princesa.
Maria e Constantino se casaram em 1269. Porém, as disputas sobre a entrega do prometido dote azedaram a relação entre as potências. Maria percebeu que o comportamento do seu tio acabaria por minar sua posição na corte búlgara e, assim, ela propôs abertamente que o marido atacasse Miguel VIII. Os búlgaros se aliaram ao rei Carlos I da Sicília, que já estava planejando uma campanha contra o Império Bizantino para restaurar o Império Latino. Miguel VIII respondeu casando sua filha bastarda, Eufrósine Paleóloga, com Nogai Cã da Horda Dourada, que, já aliado dos bizantinos, saqueou a Bulgária em 1274.
Nos últimos anos de seu reinado, Constantino Tico ficou parcialmente paralisado depois de cair de um cavalo e sofria ainda de dores não especificadas. O governo estava firmemente nas mãos de Maria, que corou o filho deles, Miguel Asen II, coimperador logo depois que ele nasceu por volta de 1272. Ela controlou também as relações com os bizantinos na década de 1270 e articulou primeiro a submissão e depois o assassinato (por envenenamento) do déspota Jacó Esvetoslau de Vidim, um poderoso pretendente à coroa búlgara, em 1275: ela convidou-o a Tarnovo com promessas de adotá-lo e dar-lhe espaço no governo; quando ele chegou, foi proclamado como segundo filho de Maria numa cerimônia oficial conduzida pelo patriarca da Bulgária Inácio, mas morreu logo depois de retornar a Vidin. Segundo Paquimeres, ela teria sido a mandante.

### Esposa de Lacanas
Depois de realizar campanhas militares caras e fracassadas, sofrer repetidos raides mongóis e enfrentar uma economia em declínio, o governo de Maria estava a beira de um colapso quando uma revolta irrompeu em 1277. O que se sabe é que um criador de porcos (ou proprietário de uma fazenda de porcos) chamado Lacanas tornou-se o líder dos descontentes, atraiu muitos seguidores - cuja maioria seria presumivelmente formada por pessoas de baixa renda - e conquistou uma porção importante do território búlgaro. O czar Constantino lançou sua guarda contra os rebeldes, mas foi decisivamente derrotado e morto em sua biga, um feito que se atribui ao próprio Lacanas. Embora ele tenha conseguido controlar a maior parte do país, ele também teve que enfrentar uma feroz resistência, principalmente na capital, Tarnovo, que continuava sob o comando de Maria e do filho Miguel Asen II.
As vitórias de Lacanas incomodaram o imperador Miguel VIII Paleólogo, que havia casado sua filha mais velha, Irene, com João Asen III, um descendente direto da dinastia reinante na Bulgária que vivia na corte bizantina, e enviou tropas bizantinas para colocá-lo no trono. A invasão fez com que Lacanas e Maria Cantacuzena se aliassem através de um casamento entre os dois. Ele foi reconhecido como imperador em 1278 e jovem Miguel Asen II não foi deposto e nem deserdado. A decisão de Maria foi considerada "indecente" e "impura" pelos bizantinos, pois ela, uma descendente das famílias nobres dos Paleólogos e Cantacuzenos, casou-se com um criador de porcos que, para piorar, havia assassinado seu marido. Miguel VIII declarou abertamente que Maria havia "desgraçado a família" e "destruído seu reino".
O casamento de Lacanas e Maria foi muito infeliz. Paquimeres afirma que Lacanas detestava as tentativas de aproximação da esposa e chegou até a agredi-la. Mas, apesar de ser um marido abusivo, ele conseguiu defender efetivamente os passos na cordilheira dos Balcãs contra as campanhas bizantinas para colocar João Asen III no trono búlgaro. Lacanas também conseguiu impedir os habituais raides mongóis até que, em 1279, um enorme exército mongol conseguiu cercá-lo na fortaleza de Dorostolo (Silistra), no Danúbio, por três meses. Um boato de que ele teria morrido provocou pânico em Tarnovo e os boiardos ali acabaram rendendo-se ao exército bizantino, proclamando João Asen III. Ele foi coroado enquanto Maria Cantacuzena - grávida de Lacanas - e Miguel Asen II foram exilados em Constantinopla.
Não se sabe o nome da filha de Maria com Lacanas. Ela desaparece dos registros depois disso.